# SNCF La Radio
 (12 novembre 2016).
SNCF La Radio est une ancienne radio française, propriété de la marque de la Société nationale des chemins de fer français (SNCF) proposant de l'info trafic mobile en temps réel sur l'ensemble du réseau ferroviaire français, disparue en juillet 2015.

## Présentation
SNCF La Radio était une radio française appartenant au groupe SNCF. Elle a été mise en service début 2010 pour améliorer la communication de la marque, jugée trop faible. 
Le flux est interrompu au cours du mois de juillet 2015, à la suite du non-renouvellement du contrat avec Goom Radio.
Cette radio est produite par Goom Radio.

## Programmation
La radio était diffusée 24h/24 et 7j/7 sur internet et les mobiles, avec de l'info trafic toutes les 15 minutes en heures creuses (de 10h à 17h) et toutes les 7 minutes en heures de pointe (de 6h à 10h et de 17h à 20h). De l'info nationale et internationale était diffusée à chaque début d'heure, ainsi que la météo des régions. L'info trafic était ciblée, avec 21 décrochages régionaux correspondant aux 21 régions administratives continentales françaises. De nombreuses chroniques étaient également en place, ainsi que de la musique tout au long de la journée.
Depuis septembre 2010, la radio avait proposé un rendez-vous quotidien avec les auditeurs, le 17/20, où l'animateur répondait aux questions des auditeurs et recevait des invités, parmi lesquels Guillaume Pepy, PDG du groupe SNCF, tous les lundis à 19h50.
De septembre 2013 à Juillet 2015, la radio a élaboré une grille des programmes proposant plusieurs émissions phares comme :
- SNCF matin, 6h - 10h : présentée par Mickael Potot.
- L'info en continu, 10h - 17h : présentée par Simon Tatreaux.
- Le Multiplex infos, 17h - 20h : présentée par Jean-François Coulomb des Arts.

À chaque heure, un journaliste faisait le point sur l'actualité nationale et internationale. Les émissions étaient également rythmées par de nombreux reportages et interviews.

## Lieux de diffusion
La radio était diffusée sur l'ensemble des sites internet appartenant à la SNCF, tels que voyages-sncf.com ou sncf.com. Selon une étude Médiamétrie de septembre 2011, SNCF La Radio était la 4e radio la plus écoutée sur internet, après NRJ, RTL et Chérie FM. Ce classement était dû au déclenchement automatique de la radio lors d'une connexion au site sncf.com, subterfuge masquant des audiences ayant toujours été faibles.
SNCF La Radio aurait été la première radio conçue pour être écoutée en situation de mobilité[réf. nécessaire]. Elle était accessible sur iPhone, iPad, BlackBerry et Android en téléchargeant gratuitement l’application SNCF Direct. 
La radio était également disponible peu à peu[Quand ?] dans l'ensemble des gares SNCF de France, ainsi que dans une dizaine de parkings EFFIA (filiale du groupe SNCF via SNCF Proximités) à proximité immédiate des gares. 
La radio n'est pas disponible dans les trains, bien que la question ait été à l'étude[réf. nécessaire], notamment dans les TER.

## Journalistes
Trente journalistes se relayaient tous les jours à l'antenne. Parmi eux, on peut citer par exemple Tania Young (2010 - 2011), Alexandra Kazan (2011 - 2013 ) ou Max (2011 - 2015).